# Väderbitarna
Väderbitarna är en förening för väderintresserade i Sverige som bildades år 1989 i Valla. I början av 2000-talet hade föreningen omkring 140 betalande medlemmar.  Medlemstidningen Väderbiten utkommer fyra gånger per år. Ordförande i styrelsen och ansvarig utgivare för medlemstidningen är Mattias Larsson.